# Takács Béla (labdarúgó, 1940)
Takács Béla (Győrszentiván, 1940. december 19. – 2019. augusztus 13.) magyar labdarúgó, kapus. A Ferencváros 1967-68-as VVK döntős csapatának tagja.

## Pályafutása
Labdarúgó pályafutását a Győri MÁV DAC-ban kezdte. Innen került a Szombathelyre a Haladáshoz, ahol 1962-ig 10 élvonalbeli mérkőzésen szerepelt.
1962 és 1966 között a Bp. Honvéd kapusa volt, 94 mérkőzésen védett. A kispesti csapattal két bajnoki ezüstérmet és egy MNK győzelmet szerzett.
1967-ben a Ferencvároshoz szerződött. Itt sokkal kevesebbszer jutott játéklehetőséghez Géczi István mellett. Összesen 39 mérkőzésen szerepelt a Fradiban, ebből 19 bajnoki, 16 nemzetközi és 4 hazai díjmérkőzés volt. Az FTC-vel kétszer lett bajnok és egyszer harmadik a bajnokságban. Tagja volt az 1967-68-as VVK döntőbe jutott csapatnak, de a döntő mérkőzéseken nem szerepelt.
1970 és 1973 között a Bp. Spartacus labdarúgója lett és itt fejezte be az aktív labdarúgást.

## Sikerei, díjai
- Magyar bajnokság
  - bajnok: 1967, 1968
  - 2.: 1963-ősz, 1964
  - 3.: 1969
- Magyar Népköztársasági Kupa (MNK)
  - győztes: 1964
- Vásárvárosok kupája (VVK)
  - döntős: 1967–68